# Primera expedición contra Argel (1516)
Al mando de 15 000 hombres, Diego de Vera desembarcó en las costas de Argel el 30 de septiembre de 1516. Dividido en cuatro columnas, avanzó hacia la ciudad y se detuvo ante ella dispuesto al asalto. Pero los moros le derrotaron y le causaron graves pérdidas, de forma que se vio obligado a embarcar.